# San-Lorenzo (Haute-Corse)
Pour les articles homonymes, voir San Lorenzo.
San-Lorenzo est une commune française située dans la circonscription départementale de la Haute-Corse et le territoire de la collectivité de Corse. Le village appartient à la piève de Vallerustie dont il est historiquement le chef-lieu, en Castagniccia.

## Géographie

### Situation
San-Lorenzo se situe dans  l'ancienne pieve de Vallerustie, située sur le versant ouest du mont San Petrone, en Castagniccia. Elle est aujourd'hui rattachée administrativement au canton de Bustanico qui compte 24 communes. La commune est limitrophe, à la fois à l'ouest (Érone] et à l'est (Campana et Pie-d'Orezza), du parc naturel régional de Corse auquel elle n'a pas adhéré.

### Relief
La commune de San-Lorenzo se situe dans le « Deça des monts » ou « Corse schisteuse » au nord-est de l'île, dans le prolongement de l'arête schisteuse du Cap Corse qui se poursuit avec le massif du San Petrone et se termine au sud de la Castagniccia. Ce massif est un bloc de schistes lustrés édifié au tertiaire lors de la surrection des Alpes sur un socle hercynien, de la fin de l'ère primaire.
San-Lurenzo est adossé sur les flancs occidentaux du massif du San Petrone. Elle possède un relief relativement accidenté. L'altitude la plus basse du territoire communal, qui se situe au Pianu di Bagni (359 mètres), et le point culminant qui est Monte San Petrone à 1 767 mètres, témoignent d'un relief de moyenne montagne, où seules quelques petites plaines sont présentes : Pianu di a Battaglia, Pianu di Bagni, E Piane.
Limites territoriales
- Au nord, en partant du lit de la Casaluna à l'ouest, la commune est délimitée par une ligne orientée vers le San Petrone à l'est. Cette ligne, droite au départ, rejoint un point situé à 720 mètres au nord de la Punta Mozza (814 mètres), puis suit la ligne de crête d'un chaînon secondaire du massif du Monte San Petrone, à l'ouest duquel il s'articule. Ce chaînon comporte les principaux sommets et col suivants : Punta Mazzoncello, Monte Trepidi (1 003 mètres), Bocca di Sant' Antonio où se trouvent les ruines d'une chapelle éponyme (905 mètres), Punta Castellare (1 060 mètres), distant d'environ 2,3 km du San Petrone.
- À l'est, ses limites sont représentées par une partie de la chaîne principale du massif, soit la section du Monte San Petrone (1 767 mètres) jusqu'à la Punta Ventosa (1 421 mètres), via une partie de la Serra di Favalta puis la Punta di Favalta (1 404 mètres).
- Au sud, la démarcation partant de la Punta Ventosa, s'oriente à l'ouest jusqu'au lit de la Casaluna, un peu au sud du Pont de Lano en un point « à cheval » sur Lano, San-Lorenzo et Érone. Passant par un point à 1 353 mètres peu à l'ouest de Punta Ventosa, elle rejoint rapidement le ravin de Cognolo dans lequel s'écoule le ruisseau de Ponticello, qui alimente le ruisseau de l'Ombriato affluent de la Casaluna.
- À l'ouest, le lit de la Casaluna délimite la commune sur près de 2,4 km.

### Hydrographie

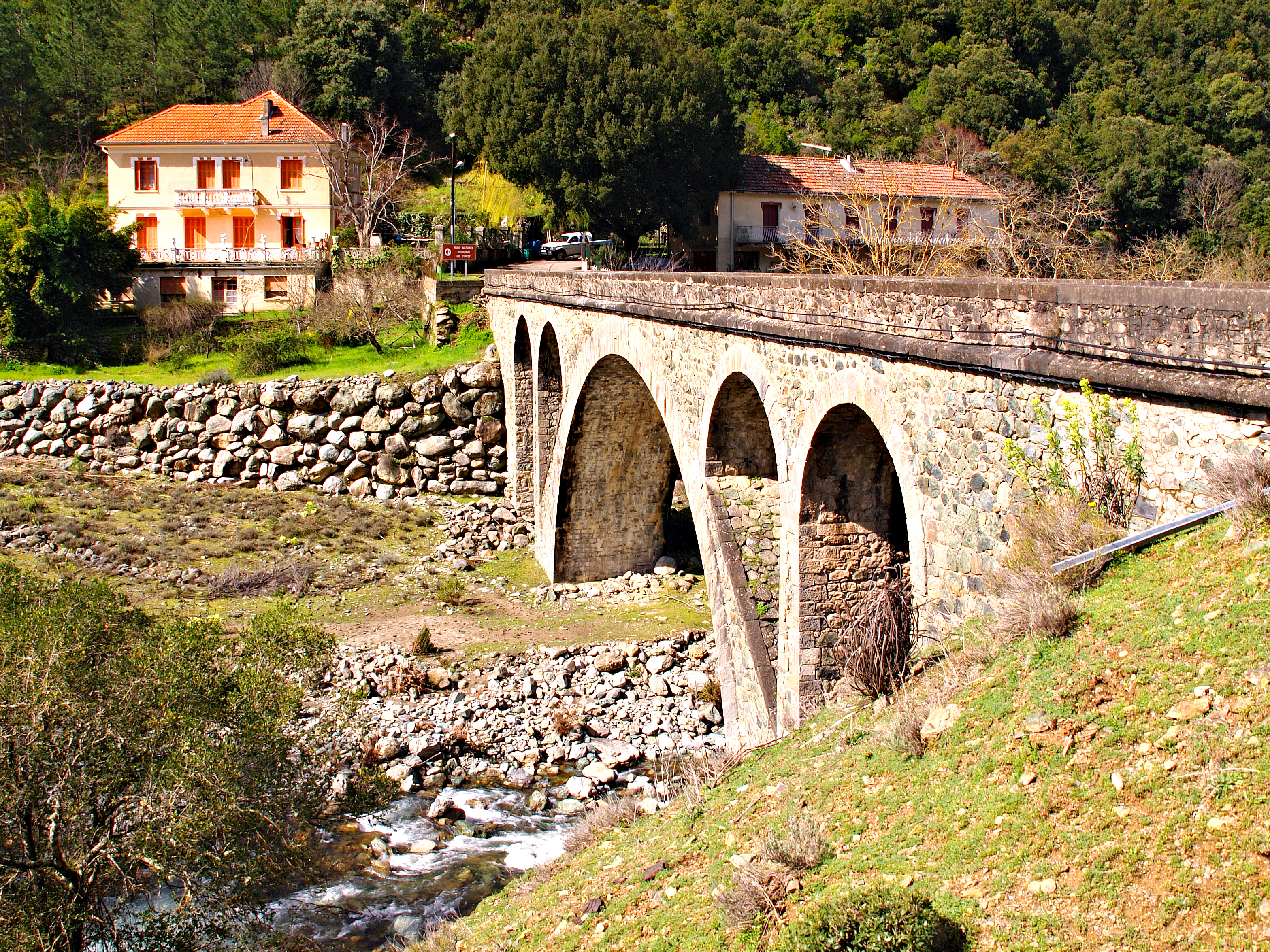
Pont de Lano sur la Casaluna.

La Casaluna est le principal cours d'eau ; son cours sépare le territoire communal de ceux d'Aiti et de Lano à l'ouest, et de celui d'Érone au sud-ouest.
Elle reçoit les eaux de plusieurs ruisseaux naissant au nord et à l'est de la commune, les principaux étant :
- le ruisseau de l'Ombriato (ou ruisseau de Mandriolo en amont)[1], alimenté par le ruisseau de Ponticello[2], alimenté lui-même par les eaux du ruisseau de Forci (ou de Persico en amont)[3] ;
- le ruisseau de Mufrage[4] ;
- les ruisseaux de Noce et de Piana Ginepra, non répertoriés dans la base SANDRE.

La Casaluna est enjambée par le pont routier de Lano (route D139). Le passage de ce pont, « à cheval » sur San-Lorenzo et Lano, marque l'entrée dans le parc naturel régional de Corse auquel Lano a adhéré.

### Climat et végétation

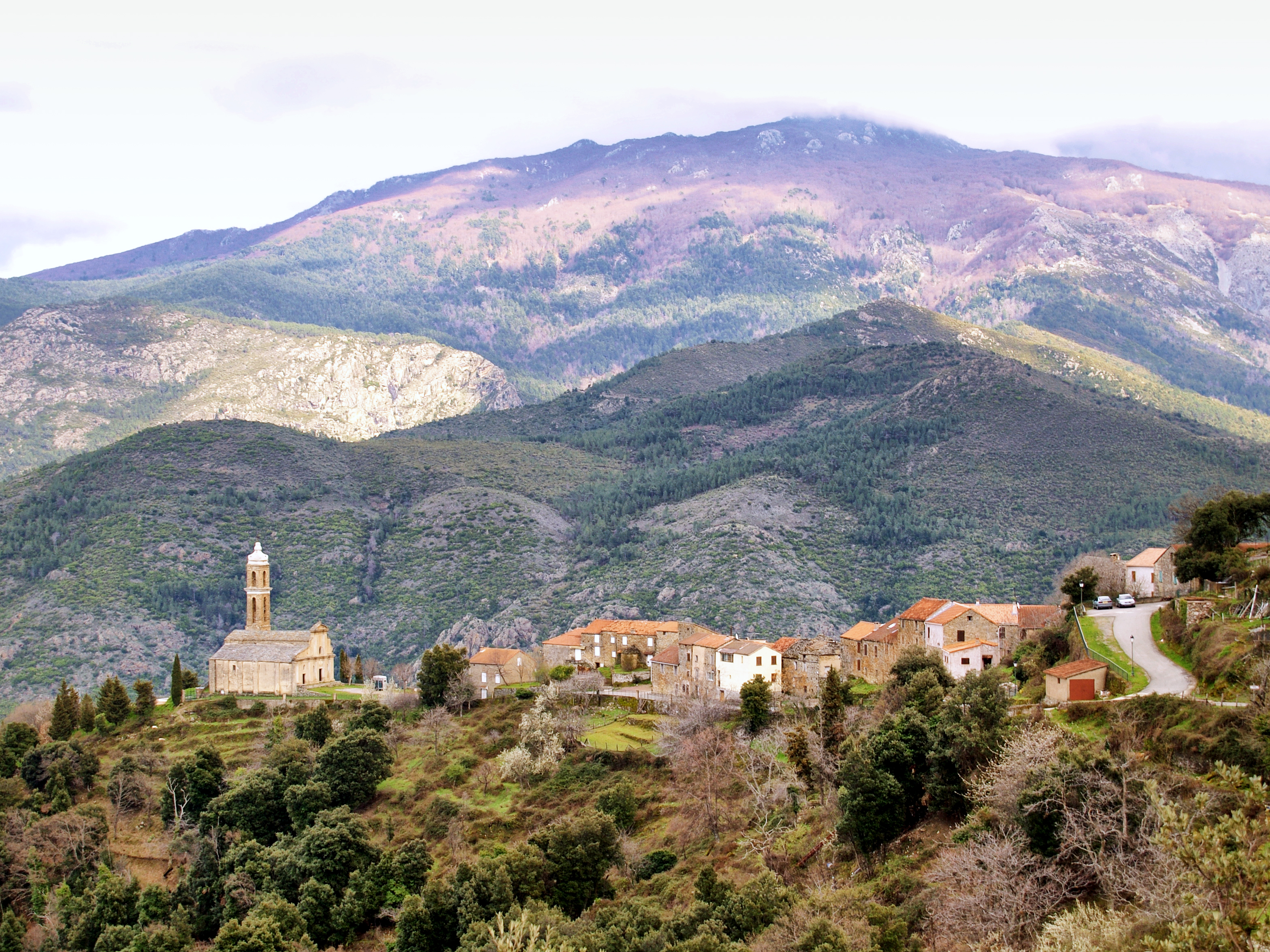
Monte San Petrone vu depuis Aiti.

La Castagniccia est une microrégion verdoyante, dotée d'une couverture forestière importante.
De climat moins humide que le versant oriental de la chaîne, le versant occidental  du San Petrone présente une couverture forestière moins homogène et morcelée en différentes unités.
La hêtraie est un élément important dans le paysage de Castagniccia. Elle succède directement en altitude aux châtaigneraies et aux bois de chênes verts et constitue un vaste manteau forestier qui recouvre les hauts sommets de la région. On peut l'apercevoir sur l'image ci-contre, tout autour du sommet du Monte San Petrone.

### Voies de communication et transports

#### Accès routiers
La commune est traversée par la route D15 qui dessert la plupart des villages de Vallerustie et du Bozio, et qui relie la RN 193 depuis Ponte-Leccia aux routes D14 et D39, la jonction se faisant sur la commune de Favalello.
La D39 permet également d'accéder à San-Lorenzo. Il faut l'emprunter à sa jonction avec la RN 193 au lieu-dit « Ponte à Golu » et franchir le Golo.
Depuis le lieu-dit Olivella, la route D139 par le pont de Lano, permet l'accès au village éponyme ; de celle-ci, part la D239 qui dessert les villages d'Érone et de Rusio.

#### Transports
Village de l'intérieur, au cœur de l'île, San-Lorenzo est distant, par route, de :
- 19 km de la gare de Francardo, qui est la gare la plus proche, et de 22 km de la gare de Ponte-Leccia ;
- 52 km de l'aéroport de Bastia Poretta, aéroport le plus proche ;
- 67 km du port de commerce de Bastia.

## Urbanisme

### Typologie
Au 1er janvier 2024, San-Lorenzo est catégorisée commune rurale à habitat dispersé, selon la nouvelle grille communale de densité à sept niveaux définie par l'Insee en 2022.
Elle est située hors unité urbaine. Par ailleurs la commune fait partie de l'aire d'attraction de Corte, dont elle est une commune de la couronne,. Cette aire, qui regroupe 34 communes, est catégorisée dans les aires de moins de 50 000 habitants,.

### Occupation des sols
L'occupation des sols de la commune, telle qu'elle ressort de la base de données européenne d’occupation biophysique des sols Corine Land Cover (CLC), est marquée par l'importance des forêts et milieux semi-naturels (95,2 % en 2018), néanmoins en diminution par rapport à 1990 (100 %). La répartition détaillée en 2018 est la suivante : 
forêts (51,5 %), milieux à végétation arbustive et/ou herbacée (43,7 %), zones agricoles hétérogènes (4,7 %). L'évolution de l’occupation des sols de la commune et de ses infrastructures peut être observée sur les différentes représentations cartographiques du territoire : la carte de Cassini (XVIIIe siècle), la carte d'état-major (1820-1866) et les cartes ou photos aériennes de l'IGN pour la période actuelle (1950 à aujourd'hui).

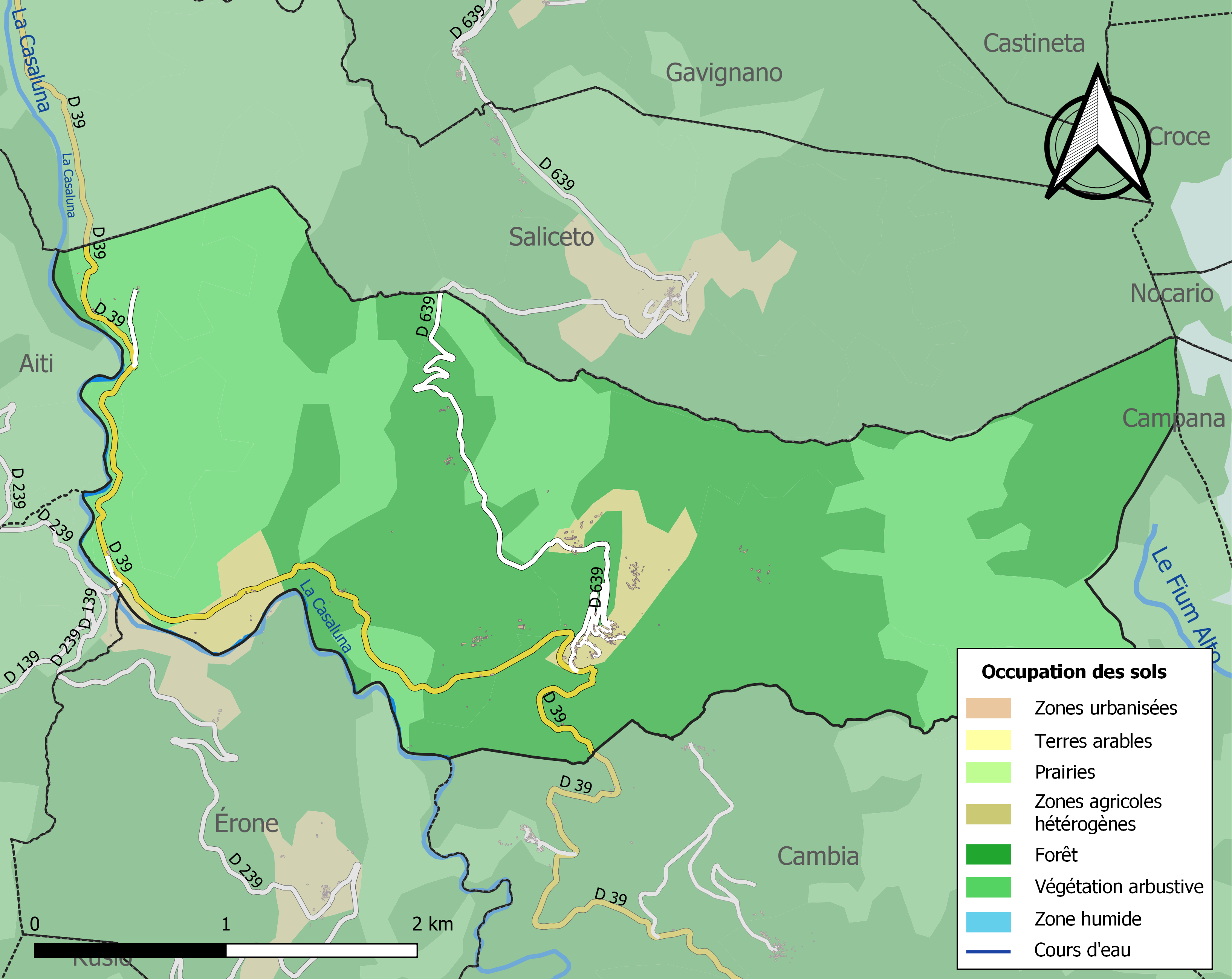
Carte des infrastructures et de l'occupation des sols de la commune en 2018 (CLC).

## Politique et administration
| Période                                  | Période      | Identité                  | Étiquette | Qualité                                                                  |
| ---------------------------------------- | ------------ | ------------------------- | --------- | ------------------------------------------------------------------------ |
| 1770                                     | ?            | Joseph-Marie Moracchini   |           | Podestat major de la Pieve                                               |
| 1789                                     | ?            | Placide Morrachini        |           |                                                                          |
| 1800                                     | 1801         | Quilico Luciani           |           |                                                                          |
| 1802                                     | 1803         | Placide Moracchini        |           |                                                                          |
| 1803                                     | 1808         | Jean-Pierre Peretti       |           |                                                                          |
| 1808                                     | 1815         | Anton-Baptiste Agostini   |           |                                                                          |
| 1816                                     | 1822         | Sauveur Vicensini         |           |                                                                          |
| 1822                                     | 1825         | Quilico Luciani           |           |                                                                          |
| 1825                                     | 1826         | Pierre-François Negroni   |           |                                                                          |
| 1826                                     | 1830         | Sauveur Vincensini        |           |                                                                          |
| 1830                                     | 1838         | Ange-Marie Peretti        |           |                                                                          |
| 1838                                     | 1847         | François-Marie Moracchini |           |                                                                          |
| 1847                                     | 1855         | Antoine-Ignace Moracchini |           |                                                                          |
| 1855                                     | 1860         | Paul-Baptiste Moracchini  |           |                                                                          |
| 1860                                     | 1865         | Joseph-Marie              |           |                                                                          |
| 1865                                     | 1870         | Charles-Félix Negroni     |           |                                                                          |
| 1871                                     | 1877         | Antoine-Baptiste Agostini |           |                                                                          |
| 1877                                     | 1878         | Dominique Ciccoli         |           | Conseiller d'arrondissement                                              |
| 1878                                     | 1885         | Antoine-François          |           |                                                                          |
| 1885                                     | 1886         | Bastien Rinaldi           |           |                                                                          |
| 1886                                     | 1889         | Antoine-Jules Luciani     |           |                                                                          |
| 1889                                     | 1893         | Antoine-Martin Sambroni   |           |                                                                          |
| 1893                                     | 1894         | Antoine-François Agostini |           |                                                                          |
| 1894                                     | 1896         | Antoine-César Moracchini  |           |                                                                          |
| 1896                                     | ?            | Antoine-François Oliva    |           |                                                                          |
| ?                                        | ?            | Don-Philippe Moracchini   |           |                                                                          |
| 1927                                     | ?            | Pierre-Félix Moracchini   |           |                                                                          |
| 1927                                     | 1941         | Marien Leschi             |           |                                                                          |
| 1941                                     | 1945         | Christophe Luciani        |           |                                                                          |
| 1945                                     | 1993         | Étienne Moracchini        | MRG       | Médecin et Conseiller-Général                                            |
| 1993                                     | mars 2001    | Ange-Olivier Moracchini   | RPR       |                                                                          |
| mars 2001                                | juillet 2009 | Pierre-François Negroni   | PRG       |                                                                          |
| août 2009                                | ?            | Jérome Negroni            | DVG       | Employé 13e vice-président du Syvadec Plus jeune maire de France en 2009 |
| Les données manquantes sont à compléter. |              |                           |           |                                                                          |

San-Lorenzo est le siège du syndicat intercommunal Vallée de Casaluna regroupant des communes des anciennes pièces de Rostino et de Vallerustie.
Élu en août 2009 lors d'une élection partielle qui fait suite au décès de son grand-père Pierre-François, Jérôme Negroni est devenu le plus jeune maire de France à tout juste 20 ans. Malgré son jeune âge, il a battu le docteur Sylvain-Pierre Boschi par 71 voix contre 62 à son adversaire.

## Démographie
L'évolution du nombre d'habitants est connue à travers les recensements de la population effectués dans la commune depuis 1800. Pour les communes de moins de 10 000 habitants, une enquête de recensement portant sur toute la population est réalisée tous les cinq ans, les populations de référence des années intermédiaires étant quant à elles estimées par interpolation ou extrapolation. Pour la commune, le premier recensement exhaustif entrant dans le cadre du nouveau dispositif a été réalisé en 2006.

En 2022, la commune comptait 139 habitants, en évolution de −2,11 % par rapport à 2016 (Haute-Corse : +5,15 %, France hors Mayotte : +2,11 %).
| 1800 | 1806 | 1821 | 1831 | 1836 | 1841 | 1846 | 1851 | 1856 |
| ---- | ---- | ---- | ---- | ---- | ---- | ---- | ---- | ---- |
| 539  | 531  | 451  | 523  | 560  | 592  | 519  | 557  | 514  |

| 1861 | 1866 | 1872 | 1876 | 1881 | 1886 | 1891 | 1896 | 1901 |
| ---- | ---- | ---- | ---- | ---- | ---- | ---- | ---- | ---- |
| 526  | 545  | 542  | 520  | 515  | 511  | 508  | 506  | 514  |

| 1906 | 1911 | 1921 | 1926 | 1931 | 1936 | 1946 | 1954 | 1962 |
| ---- | ---- | ---- | ---- | ---- | ---- | ---- | ---- | ---- |
| 510  | 513  | 531  | 518  | 550  | 578  | 589  | 512  | 236  |

| 1968 | 1975 | 1982 | 1990 | 1999 | 2006 | 2011 | 2016 | 2021 |
| ---- | ---- | ---- | ---- | ---- | ---- | ---- | ---- | ---- |
| 215  | 153  | 159  | 91   | 106  | 139  | 142  | 142  | 140  |

| 2022 | - | - | - | - | - | - | - | - |
| ---- | - | - | - | - | - | - | - | - |
| 139  | - | - | - | - | - | - | - | - |

## Culture locale et patrimoine

### Lieux et monuments
- U Castellà site préhistorique que l'on peut repérer sur les cartes par l'appellation (déformée) : Punta Castellare. Le site U Castella est situé en limite des communes de Salgetu et de Sa' Lurenzu. Cf. détails sur Saliceto, et note "Autres sites pré et protohistoriques" sur Vallerustie.

#### Patrimoine naturel

##### ZNIEFF
La commune est concernée par trois zones naturelles d'intérêt écologique, faunistique et floristique de 2e génération :
Châtaigneraies et bois des versants sud et ouest du massif du San Petrone
La zone d'une superficie de base de 5 550 ha, concerne les formations boisées de 23 communes de la Castagniccia occidentale et du Bozio.
Elle s'étend sur les bassins versants des affluents du Golo, de la Casaluna, de la Bravone et du Corsiglièse qui se jette dans le Tavignano.

Son intérêt porte sur deux espèces déterminantes présentes : l'Autour des palombes (Accipiter gentilis (Linnaeus, 1758)) et la Gymnadénie moucheron, Orchis moucheron, Orchis moustique (Gymnadenia conopsea (L.) R.Br., 1813), une orchidée terrestre européenne protégée sur l'île.
Hêtraies du massif du San Petrone
La zone représentée par la forêt de San Pietro d'Accia, a une superficie de base de 1 888 ha et concerne 19 communes de la Castagniccia.
La hêtraie est divisée en deux massifs, l'un au nord qui s'étend du col de Prato (Quercitello jusqu'au sommet du San Petrone, et l'autre, au sud, qui comprend les crêtes et les versants boisés entre le Monte Calleruccio (1 484 mètres) et la Punta di Caldane.

Son intérêt porte sur deux espèces déterminantes présentes : l'Autour des palombes (Accipiter gentilis (Linnaeus, 1758)) et la Doradille rue des murailles, ou Rue des murailles (Asplenium ruta-muraria L., 1753),.
Landes et pelouses sommitales du massif du San Petrone
D'une superficie de base de 1 381 ha, la zone concerne 19 communes de la Castagniccia. 
Elle est composée de trois unités distinctes, distribuées sur les crêtes du massif de San Petrone. 

L'intérêt qu'elle présente porte sur deux espèces déterminantes d'oiseaux : l'Aigle royal (Aquila chrysaetos (Linnaeus, 1758)) et l'Alouette lulu (Lullula arborea (Linnaeus, 1758).

#### Patrimoine civil
- Monument aux morts.

#### Patrimoine religieux

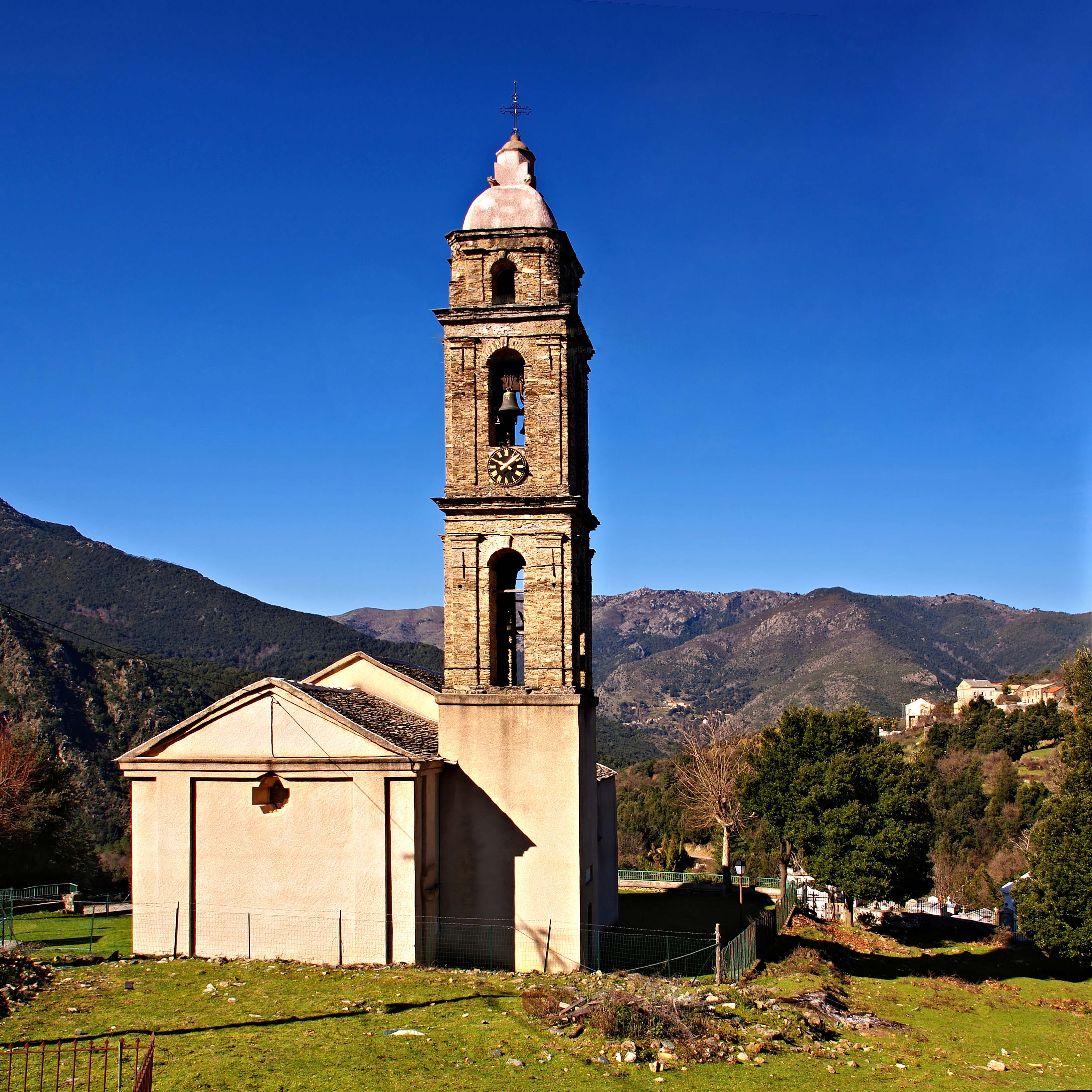
Église paroissiale.

- L'église paroissiale San Lorenzo est d'origine médiévale. Elle a été remaniée au XVIIIe siècle par l'ajout d'un tympan (pièce de remplissage de la voûte) et de piédroits (murs verticaux supportant la naissance de la voûte) monolithes, ainsi que d'un campanile isolé. Des travaux de restauration ont été effectués ; ils ont consisté en la réfection du toit en lauzes, le crépissage extérieur, la refonte et l'électrification des cloches, le dallage en marbre de l'intérieur de l'église, l'assainissement extérieur et la réfection des peintures de l'intérieur. En juin 2005, le clocher a été refait avec pose d'un paratonnerre.
- Chapelle Saint-Antoine au hameau de Casanova (794 mètres d'altitude). C'est une minuscule chapelle privée. Elle comporte des objets remarquables, notamment le tableau du maître-autel représentant la Vierge et l'Enfant recevant l'hommage de Saint-Antoine datant de 1637, toile qui a été restaurée à Paris en 1986 grâce à des dons. Ses toiture et clocher ont été restaurés en 1985.
- Chapelle Saint-Michel édifiée au XIIIe siècle à 822 mètres d'altitude sur un éperon rocheux, au nord-ouest d'Oliva. Cette chapelle a été refaite au XIXe siècle. Elle n'est accessible qu'à pied.
- Chapelle de Sainte Lucie au hameau de A Casanova
- Ruines de l'ermitage Sant'Antone di u Porcu, situées sur le col entre A Casanova et U Salgetu
- Oratoire de la Vierge Marie, dans la vallée de la Casaluna, en bordure de la D 39.

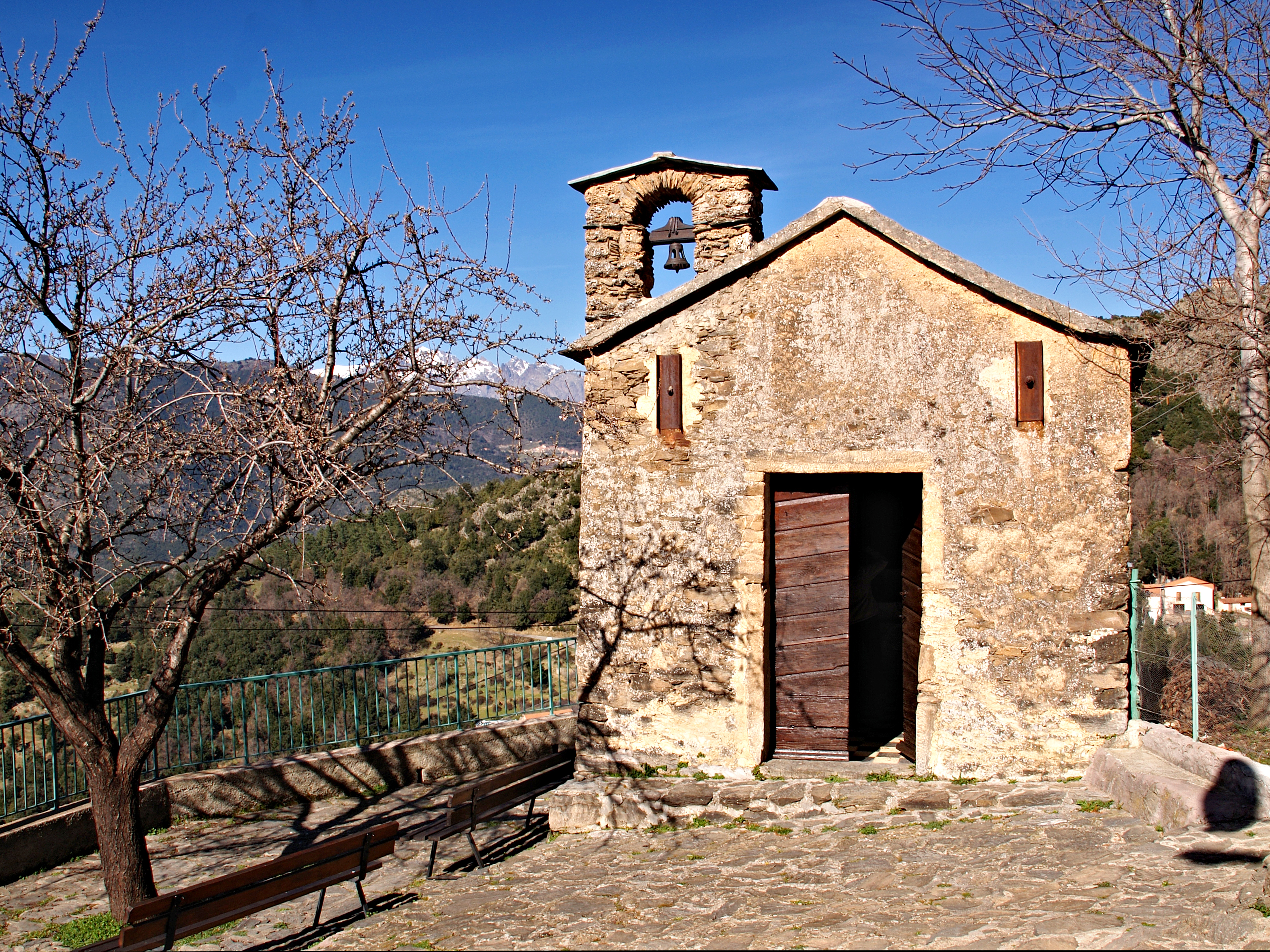
Chapelle Saint-Antoine à Forci.
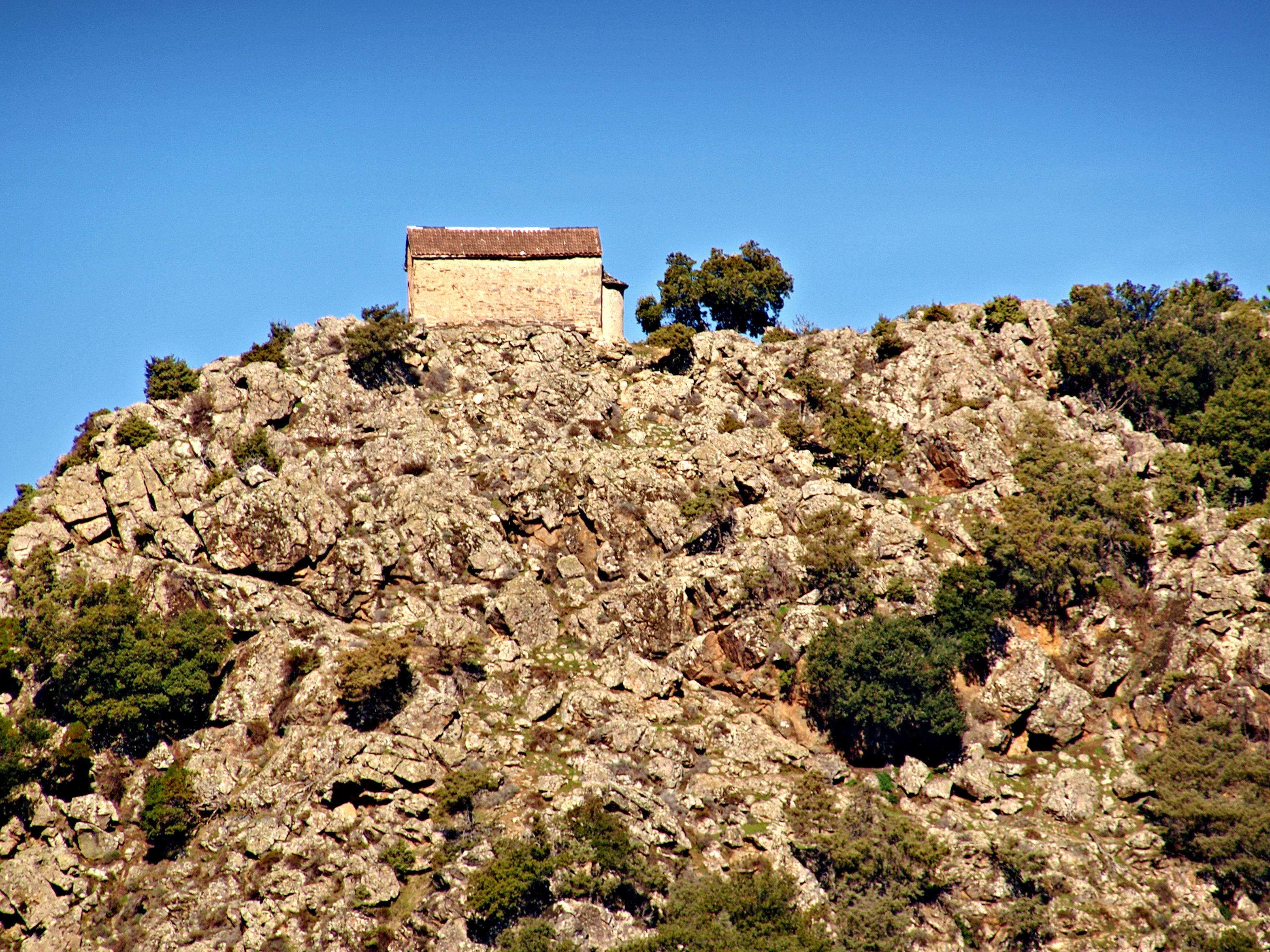
Chapelle Saint-Michel à Oliva.
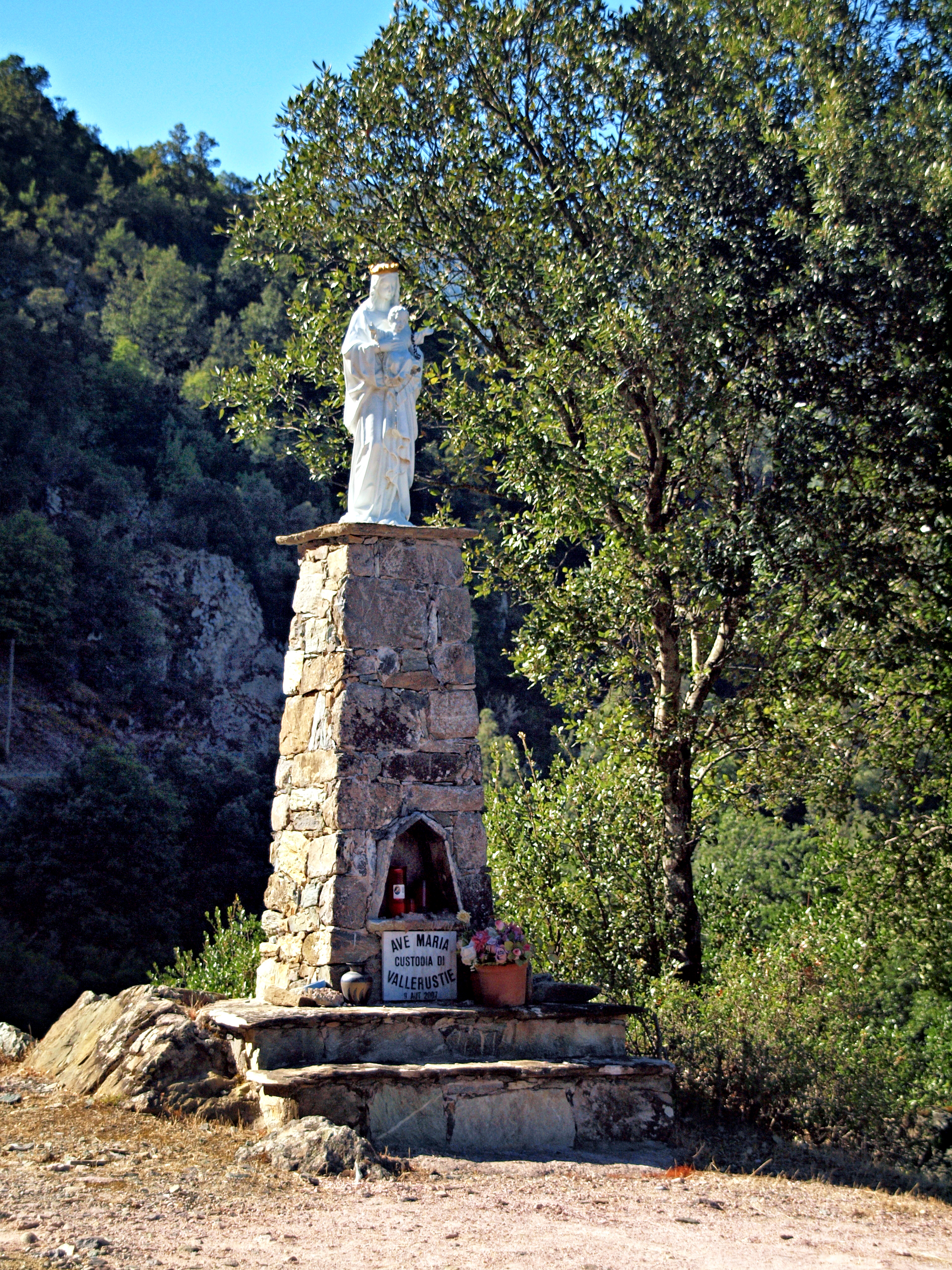
Oratoire de la Vierge dans la vallée de la Casaluna.

### Fêtes et loisirs
- La fête patronale à lieu le 10 août.

### Personnalités
- L'Abbé Venturini, pacificateur nommé par Pasquale Paoli.
- Delphino Moracchini (1846-1903), gouverneur au sein des colonies française.

### Héraldique
| Blason de San-Lorenzo | Blason  | D'argent à un gril, la poignée en bas, croisetée, aiguisée et anglée de liens, le tout de sable. |
| Blason de San-Lorenzo | Détails | Le statut officiel du blason reste à déterminer.                                                 |